# Cardiosace rectangularis
Cardiosace rectangularis är en fjärilsart som beskrevs av Aurivillius 1879. Cardiosace rectangularis ingår i släktet Cardiosace och familjen nattflyn. Inga underarter finns listade i Catalogue of Life.